# Вилиберт
Вилиберт (на немски: Willibert, † 11 септември 889) е от 870 до 889 г. архиепископ на Кьолн.

## Живот
Вилиберт е свещеник в катедралата на Кьолн и на 7 януари 870 г. е избран за архиепископ. Той е от добра фамилия, строг и добър проповедник. Първото му деяние е освещаването на новата каролингска катедрала през септември 870 г. по случай един събор. Папа Адриан II е против неговия избор и затова той получава Палиума си едва през 874/875 г.
По неговото време Кьолн е разрушен от норманите (881 – 882). На 1 април 887 г. Вилиберт провежда в Кьолн първия провинциален събор. Той построява абатствата „Св. Цецилии“ и „Св. Матей“.
Вилиберт е първият кьолнски архиепископ, погребан в старата катедрала на Кьолн (Хилдеболд-Дом).